# Веснянка (Кировоградская область)
Веснянка (укр. Веснянка) — село в Песчанобродской сельской общине Новоукраинского района Кировоградской области Украины.
До 2020 года входило в Добровеличковский район
Население по переписи 2024 года составляло 172 человека. Почтовый индекс — 27030. Телефонный код — 5253. Занимает площадь 0,663 км². Код КОАТУУ — 3521785302.